# Mroczne miasto
Mroczne miasto (Dark City) – amerykański thriller s-f, w reżyserii Alexa Proyasa.

## Opis fabuły
Film opowiada historię mężczyzny, który po nocy spędzonej w hotelu, budzi się nie wiedząc kim jest. W swoim portfelu znajduje dokumenty na nazwisko John Murdoch. O północy wszelki ruch w mieście zamiera...